# Discografia dei Pooh
Questa voce raccoglie la discografia dei Pooh, gruppo musicale italiano attivo dal 1966.

## Album

### Album in studio
- 1966 – Per quelli come noi (Vedette, VRM 36033)
- 1968 – Contrasto (Vedette, VRMS 358)
- 1969 – Memorie (Vedette, VPA 8083)
- 1971 – Opera prima (CBS, S 64592)
- 1972 – Alessandra (CBS, 69023)
- 1973 – Parsifal (CBS, 69043)
- 1975 – Un po' del nostro tempo migliore (CBS, 69118)
- 1975 – Forse ancora poesia (CBS, 69212)
- 1976 – Poohlover (CBS, 86015)
- 1977 – Rotolando respirando (CGD, 20012)
- 1978 – Boomerang (CGD, 20077)
- 1979 – Viva (CGD, 20162)
- 1980 – ...Stop (CGD, 20225)
- 1981 – Buona fortuna (CGD, 20264)
- 1983 – Tropico del nord (CGD, 20373)
- 1984 – Aloha (CGD, 20437)
- 1985 – Asia non Asia (CGD, 20471)
- 1986 – Giorni infiniti (CGD, 20537)
- 1987 – Il colore dei pensieri (CGD, 20686)
- 1988 – Oasi (CGD, 20852)
- 1990 – Uomini soli (CGD, 9031 71085 1)
- 1992 – Il cielo è blu sopra le nuvole (CGD, 4509 90400 1)
- 1994 – Musicadentro (CGD)
- 1996 – Amici per sempre (CGD East West, 0630 15818 2)
- 1999 – Un posto felice (CGD East West/Warner Music Italia, 3984 27171 2)
- 2000 – Cento di queste vite (CGD East West/Warner Music Italia, 8573 84532 2)
- 2002 – Pinocchio (Warner Music Italia, 5050466 0050 2 1)
- 2004 – Ascolta (CGD East West/Warner Music Italia, 5050467 3491 2 4)
- 2010 – Dove comincia il sole (Artist First, 8 055118 730006 - Luxury Edition, 8 055118 730013)

### Album di rifacimenti
- 1980 – Hurricane
- 1998 – Un minuto prima dell'alba
- 2008 – Beat ReGeneration
- 2012 – Opera seconda

### Album dal vivo
- 1982 – Palasport
- 1987 – Goodbye
- 1995 – Buonanotte ai suonatori
- 2006 – Noi con voi
- 2011 – Dove comincia il sole - 27 agosto 2011 Castello di Este
- 2013 – Pooh Box
- 2016 – Pooh 50 - L'ultima notte insieme
- 2018 – Pooh 50 - L'ultimo abbraccio

### Raccolte
- 1974 – I Pooh 1971-1974
- 1978 – I Pooh 1975-1978
- 1981 – I Pooh 1978-1981
- 1984 – I Pooh '81-84 ...e tutto quanto mai apparso su Long Playing
- 1985 – Anthology
- 1989 – Un altro pensiero: da Oasi ad Opera prima
- 1990 – 25: la nostra storia
- 1995 – Poohbook
- 1997 – The Best of Pooh
- 2001 – Best of the Best
- 2005 – La grande festa
- 2009 – Ancora una notte insieme
- 2011 – Christmas Collection
- 2012 – Pooh Legend
- 2013 – Love Songs (Le più grandi canzoni d'amore dei Pooh)
- 2016 – The Collection 5.0 (50th Anniversary Remastered Edition)
- 2017 – Pooh - Trilogia 1987 - 1990
- 2020 – Le canzoni della nostra storia
- 2023 – Amicixsempre 2023

## Partecipazione ad antologie di artisti vari
- Natale con i tuoi... (CGD COM 20386). Con Happy Christmas (1983), cover di Happy Xmas (War Is Over) interpretata dai Pooh. Registrazione inedita, in seguito riproposta nella doppia antologia 1981-1984.
- ...E le stelle stanno a cantare. (CGD COM 20561): I Pooh parteciparono con l'allora inedito Forse Natale (1986); il brano venne ripubblicato nove anni dopo nel Poohbook.

## Singoli
- 1966 – Vieni fuori/L'uomo di ieri (Vedette, VVN 33106)
- 1966 – Bikini beat/Quello che non sai (Vedette, VVN 33114)
- 1966 – Brennero 66/Per quelli come noi (Vedette, VVN 33121)
- 1967 – Nel buio/Cose di questo mondo (Vedette, VVN 33136).
- 1968 – In silenzio/Piccola Katy (Vedette, VVN 33148)
- 1968 – Buonanotte Penny/Il tempio dell'amore (Vedette, VVN 33159)
- 1969 – Mary Ann/E dopo questa notte (Vedette, VVN 33170)
- 1969 – Goodbye madama Butterfly/Un minuto prima dell'alba (Vedette, VVN 33182)
- 1971 – Tanta voglia di lei/Tutto alle tre (CBS, 7216)
- 1971 – Pensiero/A un minuto dall'amore (CBS, 7514)
- 1972 – Noi due nel mondo e nell'anima/Nascerò con te (CBS, 8054)
- 1972 – Cosa si può dire di te?/Quando una lei va via (CBS, 8478)
- 1973 – Io e te per altri giorni/Lettera da Marienbad (CBS, 1640)
- 1973 – Infiniti noi/Solo cari ricordi (CBS, 1790)
- 1974 – Se sai, se puoi, se vuoi/Inutili memorie (CBS, 2440)
- 1974 – Per te qualcosa ancora/E vorrei (CBS, 2837)
- 1975 – Ninna nanna/È bello riaverti (CBS, 3536)
- 1976 – Linda/Donna davvero (CBS, 4520)
- 1977 – Risveglio/La gabbia (CBS, 5155)
- 1977 – Dammi solo un minuto/Che ne fai di te (CGD, 10007)
- 1978 – Cercami/Giorno per giorno (CGD, 10095)
- 1978 – Fantastic Fly/Odissey (CGD, 10140)
- 1979 – Io sono vivo/Sei tua, sei mia (CGD, 10180)
- 1979 – Notte a sorpresa/Tutto adesso (CGD, 10230)
- 1980 – Canterò per te/Stagione di vento (CGD, 10271)
- 1981 – Chi fermerà la musica/Banda nel vento (CGD, 10334)
- 1981 – Buona fortuna/Lascia che sia (CGD, 10366)
- 1982 – Non siamo in pericolo/Anni senza fiato (CGD, 10435)
- 1983 – Happy Christmas (War Is Over) (CGD, senza numero di catalogo)
- 1985 – Se nasco un'altra volta/Per chi merita di più (CGD, 10618)
- 1987 – Goodbye - Risveglio/Rotolando respirando (CGD 16005)
- 1987 – Per te domani - Tu dov'eri (CGD 16016)
- 1989 – Concerto per un'oasi/Nell'erba, nell'acqua, nel vento (CGD 15406)
- 1989 – Donne italiane/Davanti al mare (CGD, 9031 70849 7)
- 1990 – Uomini soli/Concerto per un'oasi (CGD, 9031 71103 7)
- 1993 – Maria marea (4 mix) (CGD 450993523 0)
- 2001 – Portami via/Lettera da Berlino est (live)/L'ultima notte di caccia (live)/L'anno il posto l'ora (live)/Parsifal (live)  (CGD 092741991 2)
- 2002 – Il paese dei balocchi/Il paese dei balocchi (strumentale) (CGD 5050466-0409-2-3)
- 2006 – Cuore azzurro (3 versioni)  (Tamata 505101148592)
- 2016 – Noi due nel mondo e nell'anima/Pensiero riedizioni 2016 in vinile sagomato (Sony,889853540471)
- 2023 – Amici x sempre

## Musical
- 2003 – Pinocchio - Il grande musical

## Discografia fuori dall'Italia
La maggior parte dei singoli pubblicati e cantati in lingue diverse dall'italiano sono dedicati al mercato spagnolo e sudamericano.
Molti singoli hanno titoli diversi pur presentando la stessa versione della canzone.
Nei paesi di lingua spagnola sono stati pubblicati diversi LP dei Pooh, spesso presentando l'intera track-list italiana con titoli in spagnolo, oppure presentando alcuni singoli tradotti in spagnolo e le restanti canzoni in italiano. In quanto segue, si propongono i titoli più* Tantos deseos de ti, Tantos deseos de ella, Debes comprenderme, El verdadero amor: versioni diverse nel titolo ma uguali nell'arrangiamento di "Tanta voglia di lei". Interpretate da Dodi Battaglia. Il brano diventa molto popolare in sudamerica e viene interpretato da vari artisti locali.
- Todo a las tres, Tutto alle tre
- Pensamiento, Pensiero
- A un minuto dal amor, A un minuto dall'amore
- Tu y yo en el más allá, Noi due nel mondo e nell'anima
- Qué se puede decir de ti, Cosa si può dire di te
- Tu y yo por otros días, Io e te per altri giorni
- Linda
- Mujer entera, Donna davvero
- Dame sólo un minuto, Dammi solo un minuto
- Qué ha sido de ti, Che ne fai di te
- Búscame, Cercami
- Días tras días, Giorno per Giorno
- Me siento vivo, Io sono vivo
- Se tuya, se mia, Sei tua, sei mia
- Julia se casa, Giulia si sposa
- La otra mujer, L'altra donna
- La mujer de mi amigo, La donna del mio amico (inedito)

I Pooh hanno anche proposto alcuni propri brani in inglese. Molti sono stati inseriti nell'album Hurricane del 1980 ma esistono anche diversi singoli.
- I'll close the door behind me (Tanta voglia di lei), presentato come singolo e poi inserito in una raccolta pubblicata nel 1971 per rappresentare l'Italia. Il brano esiste con due testi differenti.
- The Suitcase (Tutto alle tre). Nel brano cambiano sia l'arrangiamento sia il testo rispetto alla versione italiana, anche se resta l'accompagnamento dell'orchestra. La parte vocale è sempre affidata a Valerio Negrini, l'unico del gruppo che allora aveva una buona pronuncia inglese.
- Love attack. Inclusa nella versione giapponese di Hurricane. Brano dance di oltre 8 minuti composto e voluto dal produttore Teddy Randazzo nel 1979 e mai veramente apprezzato dagli stessi Pooh.
- Another Life (1985). Versione inglese di Se nasco un'altra volta, Picture Disc uscito insieme alla raccolta Anthology. Il retro contiene In altre parole, inclusa nella sola versione CD di Asia non Asia

LP
- 1966 Para aquellos como nosotros MUSIC HALL 12.690
- 1972 I Pooh CBS 19249 ^
- 1975 Un disco para el verano (Que se puede decir de ti) CBS 19511
- 1977 I Pooh CBS 19768
- 1977 Rodando respirando CBS
- 1981 Los mejores CBS 20054
- 1985 Aloha CGD SLIN 3649

^ la versione promo riporta sul retro un foglio con i titoli dei brani
Singoli
- 1966 Brennero 66 - Para aquellos como nosotros Music hall 30831
- 1967 Fuera del mi corazon - El ombre de ayer ^ Music hall 30856
- 1968 En silencio - Pequena Katy ^ Music hall 31082
- 1971 Tantos deseos de ti - Todo a la tres CBS 22406
- 1972 Tantos deseos de ti - I'll close the door behind me ^ CBS 22496
- 1972 Pensamiento - Pensiero ^ CBS 22537
- 1973 Tu y yo en el mas alla - Noi due nel mondo e nell'anima CBS 22572
- 1977 Linda - Mujer entera ^ CBS 22894
- 1978 Buscame - Dia tras dia Epic 40171
- 1979 Se tuya se mia - Me siento vivo Epic 40221

^ copertina standard forata
Singoli
- 1973 Tanta voglia di lei - Tutto alle tre ^ CBS BA 221860
- 1974 Pensiero - A un minuto dall'amore ^ CBS BA 221884
- 1980 I dedicate my love to you - Flow ^^ CBS MX 194362

^ copertina standard forata
^^ copertina standard forata anche in versione promo
Singoli
- 1973 Io e te per altri giorni - Lettera da Mariembad CBS 1640
- 1974 Se sai, se puoi, se vuoi - Inutili memorie CBS 2440
- 1989 Santa Lucia - Acqua dalla Luna ° CGD 100 01 463

° versione incompleta
LP
- 1981 I Pooh 1978-1981 Dureco 203643
- 1990 Uomini soli Dureco 1152431/1152432

Singoli
- 1990 Uomini soli - Concerto per un'oasi Dureco 1101 927
- 1990 Tu vivrai - Tu vivrai (versione Pooh) Dureco 1102 267

Singoli
- 1976 Linda - Mujer entera CBS 30095

LP
- 1978 Boomerang LP Epic 235024

Singoli
- 1971 Tanta voglia di lei – Tutto alle tre ^ Epic 66144

^copertina standard forata
LP
- 1977 Rotolando respirando (etichetta gialla) Balkanton BTA 10177
- 1977 Rotolando respirando (etichetta rossa) Balkanton BTA 10177
- 1977 Rotolando respirando (etichetta rossa - scritte in russo) Balkanton BTA 10177
- 1977 Rotolando respirando (etichetta bianca) Balkanton BTA 10177
- 1977 Rotolando respirando (etichetta rossa - ristampa 1980) Balkanton BTA 10177
- 1977 Rotolando respirando (etichetta rossa - ristampa 1982) Balkanton BTA 10177
- 1979 Viva Balkanton BTA 1795
- 1987 Le canzoni d'oggi (comp.) Se nasco un'altra volta Balkanton BTA 12113

LP
- 1972 Alessandra CBS 90180
- 1982 I Pooh s. n.

Singoli
- 1972 Tanta voglia di lei - Tutto alle tre ^ Columbia C4 3023
- 1972 I'll close the door behind me - The suitcase ^° Columbia C4 3029
- 1974 Se sai se puoi se vuoi - Inutili memorie ^ Columbia C4 8059

^ copertina standard forata
° anche in versione promo
LP
- 1980 Grandes exitos CD CBS LM 5627

CD
- 2003 I Pooh Grandes exitos CD Leader music 605457 56272 1

Singoli
- 1973 Pensamiento - Tanto deseos de ti - Tutto alle tre - Terra desolata - Che favola sei ^   CBS MLPC 20104
- 1977 Dame solo un minuto - Que ha sido de ti ^   CBS 11195
- 1979 Me siento vivo - Se tuya se mia ^   CBS 11358

^ copertina standard forata
LP
- 1977 Linda LP CBS 141123
- 1978 Boomerang LP Epic 235024

Singoli
- 1972 Pensamiento - A un minuto del amor ^ CBS 32801
- 1972 Tanto deseos de ella - Todo a las tres ° ^ CBS 42752
- 1973 Tu y yo en el mas alla - Tu y yo en el mas alla ^ CBS 42847
- 1977 Linda - Mujera entera ^ CBS 43233
- 1979 Me siento vivo - Se tuya, se mia ^ CBS 42 1014

^copertina standard
°pubblicato con label rossa e con label giallo/arancio
LP
- 1982 Opera prima CGD 777
- 1988 Oasi CGD 20852
- 2000 Cento di queste vite CGD 857384 5322

LP
- 1977 Pooh CBS 100405

Singoli
- 1971 Tantos deseos de ella - Todo a las tres ^ CBS 10746
- 1971 Tantos deseos de ella - Todo a las tres ^ CBS 7010746
- 1976 Tu y yo para otras dias - Que se puede decir de ti^  CBS 11506
- 1977 Dame solo un minuto - Que fue de ti ^ CBS 11861
- 1977 A un minuto del amor - Mujera entera ^ CBS 12053

^ copertina standard forata
LP
- 1978 Dame solo un minuto CBS 331-0165

Singoli
- 1972 Tanto deseos de ella - Todos a las tres ^ CBS 4235666
- 1972 Pensamiento - A un minute del amor ^ CBS 4535685
- 1973 Nosotros en el mundo y en el alma - Nuestra edad dificil ^ CBS 4535740
- 1974 Io e te per altri giorni - Solo cari ricordi ^ CBS 7835787
- 1979 Buscame - Dia tras dia CBS 1310320

^ copertina standard forata
Singoli
- 1972 Tanta voglia di lei - Tutto alle tre CBS 7216
- 1972 Pensiero - Quando una lei va via CBS 1176
- 1973 I'll close the door behind me - The suitcase CBS 7930
- 1985 Per chi merita di più - Se nasco un'altra volta Polydor 883 248-7

LP
- 1978 Rotolando respirando CBS 70519
- 1979 Viva CGD Ariola 202 322 320/402 322-352
- 1979 Hurricane CGD Ariola 201 818 320/401 818 352
- 1980 Stop CBS 207 804 320
- 1981 I Pooh: 1978 – 1981 CGD Ariola 203 643 320/403 643 352
- 1981 Buona fortuna CBS 203 938 320/403 938-352
- 1982 Palasport CGD Ariola 802 509 420
- 1984 Tropico del nord CGD Ariola 205 722 320
- 1987 Il colore dei pensieri CGD Bellaphon 260 07 108/460 07 108
- 1990 Uomini soli CBS 4 666 94 1/466694 2
- 1992 Il cielo è blu sopra le nuvole CGD 4509 90400 1

CD
- 1987 Il colore dei pensieri Bellaphon 290 07 108
- 1990 Uomini soli CBS 466694 2
- 1998 Senza frontiere: hits and more ZYX ZYX   20447 2
- 1992 Il cielo é blu sopra le nuvole CGD 4509 90400 2

Mc
- 1979 Viva CGD Ariola 402 322-352
- 1979 Hurricane CGD Ariola 401 818 352
- 1981 1978-1981 CGD Ariola 403 643 352
- 1981 Buona fortuna CGD Ariola 403 938-352
- 1986 Il colore dei pensieri Bellaphon 460 07 108
- 1992 Il cielo é blu sopra le nuvole CGD 4509 90400 4

Singoli
- 1972 Cosa si può dire di te - Quando una lei va via ^ CBS S 8478
- 1977 Dammi solo un minuto - Che ne fai di te ^ CBS 5660
- 1980 Hurricane - Ready, get up and good morning CGD Ariola 101 727 100
- 1980 Canterò per te - Io sono vivo CGD Ariola 101 961 100
- 1981 Chi fermerà la musica - Banda nel vento CGD Ariola 103 332 100
- 1981 Pensiero " - Buona fortuna CGD Ariola 104 563 100
- 1982 Non siamo in pericolo - Anni senza fiato CGD Ariola 104 955 100
- 1983 Lettera da Berlino Est - Mezzanotte per te CGD 106 272 000
- 1988 Santa Lucia - Acqua dalla luna° Bellaphon 100 07 463
- 1990 Uomini soli - Concerto per un'oasi CBS 655812 7
- 1990 Napoli per noi - L'altra donna CBS 656 006 7
- 1990 Tu vivrai - Non solo musica CBS 656 305 7
- 1990 Tu vivrai - Tu vivrai (radio edit) CBS PRO 592

CD singoli
- 1990 Uomini soli - Concerto per un'oasi - Donne italiane CBS 655812 3
- 1990 Napoli per noi - L'altra donna - Ti dirò CBS 656006 3
- 1990 Tu vivrai - Non solo musica - Che vuoi che sia CBS 656305 3

" new version
° versione incompleta
^ anche in versione promo
LP
- 1972 Alessandra Epic ECPM 73  **
- 1973 Parsifal
- 1974 Milano sound Epic Vapc 52
- 1975 Un po' del nostro tempo migliore Epic ECPO 61  **   "
- 1975 Forse ancora poesia Epic 25 AP 143  **
- 1976 Poohlover Seven seas 25 AP 572  **
- 1978 Rotolando respirando Seven seas GP 579  **
- 1978 Alessandra Seven seas GP 587  **
- 1978 Un po' del nostro tempo migliore Seven seas GP 588  **
- 1979 Opera prima Seven seas K 25 p - 311
- 1979 Poohlover Seven seas K 25 P - 312
- 1979 Viva Seven seas K 25 P - 313  **
- 1979 Forse ancora poesia Seven seas K 25 P - 314
- 1979 1975 –1978 Seven seas K 25 P - 315
- 1979 Alessandra Seven seas K 25 P - 316
- 1979 Boomerang Seven seas GP 678   **
- 1979 Parsifal King GXF-2052
- 1980 Hurricane ^ Seven seas GP 768   **
- 1980 Stop Seven seas K 28 P - 149  **
- 1981 Buona fortuna Seven seas K 28 P - 221  **
- 1982 Palasport ° Sevan Seas K 19 P - 261-2  **
- 1983 Tropico del nord Seven seas K 28 P - 408  **
- 1983 Tutti dei Pooh Seven seas K 28 P - 418
- 1984 Aloha Seven seas K 28 P - 503  **

^ contiene il brano " Love attack “
° lp doppio
** anche in versione promo
" stampato anche con apertura a sinistra
CD
- 1989 Alessandra Seven seas 260E 52070
- 1989 Un po' del nostro tempo migliore Seven seas 260E 52071
- 1995 I Pooh - collection CGD promo ASCD 115
- 1996 Pooh book: the best AMCE 2024
- 1996 Opera prima AMCE 924
- 1996 Alessandra AMCE 925
- 1996 Parsifal AMCE 926
- 1996 Un po' del nostro tempo migliore AMCE 927  (2 edizioni con OBI differente)
- 1996 Forse ancora poesia AMCE 932
- 1996 Boomerang AMCE 928
- 2004 Ascolta Warner SIWM 465
- 2004 Pooh box  *   Strange day record WAS 1011/18
- 2005 Opera prima Strange day record WAS 1011
- 2005 Alessandra Strange day record WAS 1012
- 2005 Parsifal Strange day record WAS 1013
- 2005 Un po’ del nostro tempo migliore Strange day record WAS 1014
- 2005 Forse ancora poesia Strange day record WAS 1015
- 2005 Poohlover Strange day record WAS 1016
- 2005 Rotolando respirando Strange day record WAS 1017
- 2005 Boomerang Strange day record WAS 1018
- 2005 Viva Warner DIWM 247
- 2005 Hurricane Warner DIWM 248
- 2005 Stop Warner DIWM 249
- 2005 Buona fortuna Warner DIWM 250
- 2005 Tropico del nord Warner DIWM 251
- 2005 Aloha Warner DIWM 252
- 2005 Asia non Asia Warner DIWM 253
- 2005 Giorni infiniti Warner DIWM 254
- 2005 Palasport Warner DIWM 255/6
- 2005 Parsifal box (5 cd)  Strange day record WAS 1011/1015  °
- 2005 Viva box (9 cd)   Warner 247/256   **
- 2006 La grande festa Warner DIWM 463/64
- 2006 Ascolta Warner DIWM 465
- 2006 Pinocchio Warner DIWM 466
- 2006 Cento di queste vite Warner DIWM 467
- 2006 Un posto felice Warner DIWM 468 (WQCP-468)
- 2006 Amici per sempre Warner DIWM 469
- 2006 Buonanotte ai suonatori Warner DIWM 470/71
- 2006 Il cielo è blu sopra le nuvole Warner DIWM 472
- 2006 Uomini soli Warner DIWM 473 (WQCP-473)
- 2006 Il colore dei pensieri Warner DIWM 474
- 2006 Goodbye Warner DIWM 475/76
- 2006 Oasi Warner DIWM 477
- 2006 Musicadentro Warner DIWM 552 (WQCP-552)
- 2009 Opera prima Strange day records SNS  5001
- 2009 Alessandra Strange day records SNS  5002
- 2009 Parsifal Strange day records SNS  5003
- 2009 Un po’ del nostro tempi migliore Strange day records SNS  5004
- 2009 Forse ancora poesia Strange day records SNS  5005
- 2012 Opera seconda Union 4988044942028
- 2016 Opera prima Warner WPCR  17317
- 2016 Alessandra Warner WPCR  17318
- 2016 Parsifal Warner WPCR  17319

° 1. Opera prima (WAS-1011) 2. Alessandra (WAS-1012) 3. Parsifal (WAS-1013) 4. Un po’ del nostro tempo migliore (WAS-1014) 5. Forse ancora poesia (WAS-1015)  6. minicopertina 45 giri “Se sai, se puoi se vuoi”
* 1. Opera prima (WAS-1011) 2. Alessandra (WAS-1012) 3. Parsifal (WAS-1013) 4. Un po’ del nostro tempo migliore (WAS-1014) 5. Forse ancora poesia (WAS-1015) 6. Poohlover (WAS-1016) 7. Rotolando respirando (WAS-1017) 8. Boomerang (WAS-1018) - 9. con OBI degli LP e copertina di “Forse ancora poesia” edizione giapponese
**  1. Viva (DIWM 247) – 2. Hurricane (QIWM 248) –3. Stop (DWIM 249) – 4. Buona fortuna (DWIM 250) – 5. Tropico del nord (DWIM 251) – 6. Aloha (DIWM 252) – 7. Asia non Asia (DIWM 253) – 8. Giorni infiniti (DWIM  254)  – 9. Palasport (DIWM 255/6) 10. con OBI degli LPe copertina di “Hurricane” edizione giapponese
Singoli
- 1971 Tanta voglia di lei - Tutto alle tre Epic 83024
- 1971 Pensiero - A un minuto dall'amore Epic ECPA 5  **
- 1972 Noi due nel mondo e nell'anima - Alessandra Epic ECPB 291  **
- 1979 Cercami - La leggenda di Mautoa Seven seas CM 202  **
- 1979 Love attack - Love attack Seven seas K 078 7063

** anche in versione promo
Singoli
- 1972 I'll close the door behind me - The suitcase CBS 7930

Singoli
- 1968 In silenzio - Piccola Katy Vedette 7013
- 1971 Tanta voglia di lei - Tutto alle tre CBS BA 301331
- 1976 Linda - Donna davvero CBS 4520

LP
- 1974 Opera prima CBS 64592

Singoli
- 1971 Tanta voglia di lei - Tutto alle tre CBS 7216

LP
- 1984 Aloha RTL LL 1264

LP
- 1980 Hurricane CBS CLS 5682
- 1981 Los grandes exitos Telediscos MITV 080
- 1986 Asia non Asia Telediscos MI8148/86

Singoli
- 1971 Pensamiento - Tantos deseos de ti CBS 5525
- 1976 Linda - Verdaderamente mujer CBS 7786
- 1977 Dame solo un minuto - Que ha sido de ti CBS 7946

LP
- 1977 Rotolando respirando CBS 82587
- 1978 Boomerang CBS 83545
- 1981 Buona fortuna CBS 85681

CD
- 1990 Uomini soli Dureco 1152432

Singoli
- 1972 Pensiero - A un minuto dall'amore CBS 7514
- 1972 Noi due nel mondo e nell'anima - Nascerò con te CBS 8054
- 1973 Cosa si può dire dite - Quando una lei va via CBS 8478
- 1973 Io e te per altri giorni - Lettera da Mariembad CBS 1640
- 1977 Risveglio - Linda CBS 5525
- 1977 Dame solo un minuto - Que ha sido de ti CBS 5660
- 1978 Cercami - Giorno per giorno CBS 6765
- 1981 Chi fermerà la musica - Banda nel vento CGD Ariola 103 3332 - 100

CD singolo
- 1990 Uomini soli - Concerto per un'oasi - Giulia si sposa Dureco 1101972

Singoli
- 1971 Debes comprendere - Vengo a buscar a las tres ^ CBS CSR 0857
- 1971 A un minuto del amor - Pensamiento ^ CBS CSR 0869
- 1977 Dame un solo minuto - Que fei de ti ^ ° CBS 1014
- copertina standard forata

° anche in versione promo
Singoli
- 1978 I'll close the door behind me cartolina 001295
- 1990 Napoli per noi

Singoli
- 1971 I'll close the door behind me - The suitcase CBS 7930
- 1976 Linda - Mujera entera ^ CBS 4520
- 1978 Cercami - Giorno per giorno CBS 6765
- 1978 Buscame - Dia tras dia ^ CBS 40171
- 1979 Me siento vivo - Se tuya se mia CBS 40221

^ copertina standard forata
Singoli
- 1978 I'll close the door behind me 001295
- 1982 Bella - Il suo tempo e noi Кругозор 221
- 1990 Uomini soli (live Sanremo) Coetaaha 6/8

LP
- 2000 Italian collection - The best of Pooh Bob 00204
- 2004 De luxe collection dream sound

LP
- 1973 El verdarero amor CBS
- 1976 Un poco de nuestros mejores tiempos CBS S 81270
- 1976 Poohlover CBS 81788
- 1977 Grandes exitos ° CBS S 82478
- 1977 Rodando respirando ^ CBS S 82587
- 1978 Boomerang ^^ CBS S 83503
- 1978 I Pooh CBS S 55303
- 1979 Viva °° CBS S 84069
- 1980 Hurricane CBS S 84189
- 1990 Hombres solitarios ^°^ Clash 70005

° contiene i seguenti brani in lingua " Pensamiento ", " El verdarero amor ", "Que se puede decir de ti ", " Tu y yo e nel mundo del mas alla ", " Tu y yo para otras dias ", “Dame solo un minuto”.
^ contiene i brani in lingua " Dame solo un minuto " e " Que ha sido de ti "
^^ contiene il brano " Buscame "
°° contiene il brano " Me siento vivo "
^°^ contiene i brani " Giulia se casa " e “La otra mujer”
Singoli
- 1971 Tanta voglia di lei – Tutto alle tre CBS 7216
- 1971 Pensamiento - A un minuto del amor CBS 8514
- 1971 El verdarero amor - A un minuto del amor CBS
- 1972 Que se puede decir de ti - Tu y yo e nel mundo del mas alla CBS
- 1976 El verdarero amor - Tu y yo para otras dias CBS 4107
- 1976 Linda – Una verdadera mujaer CBS 4520
- 1977 Dame solo un minuto - Que ha sido de ti CBS 5660
- 1978 A un minuto del amor - Por una mujer CBS 6224
- 1978 Buscame - Dia tras dia ^ CBS 6957
- 1979 Me siento vivo - Se tuya, se mia CBS 7944
- 1980 Huracan - I dedicate my love to you CBS 8265 *
- 1980 Cancion (Cantarè) para ti - La estacion del viento (in italiano) CBS 8958
- 1990 Giulia se casa Clash CLS 015
- 1990 Tu vivrai Clash CLS 018

^pubblicato con due copertine diverse
*pubblicato anche in edizione promo
LP
- 1973 I Pooh CBS 19249

Singoli
- 1972 Tantos deseos de ti - I'll close the door behind me ^ CBS 22496
- 1973 Tu y yo en el mas alla - Noi due nel mondo e nell'anima * CBS 22572

^ copertina standard forata
LP
- 1977 The best of Pooh Peters PLD 4188
- 1977 Rotolando respirando Peters PLD 4196
- 1979 Viva Peters PLD 4249

CD
- 1991 Senza frontiere: hits and more

Singoli
- 1971 Tanta voglia di lei - Pensiero - Peters PI 411
- 1972 I'll close The door behind me - The suitcase - Date 2 - 1678
- 1972 I'll close the door behind me (mono) - I'll close the door behind me (stereo) - promo Date 2 - 1678
- 1972 Alessandra - Io e te per altri giorni - Peters PI 410
- 1977 Dammi solo un minuto - Che ne fai di te - Peters PI 454

^ con etichetta nera e con etichetta bianca
LP
- 1972 Opera prima CBS DCS - 664
- 1973 Alessandra CBS DCS - 697
- 1977 Grandes exitos Epic CDS 799
- 1978 Boomerang Epic 144
- 1980 Huracan CBS 5682

Singoli
- 1972 Tantos deseos de ella - Todo a las tres CBS 1.192
- 1972 Pensamiento - A u minuto del amor CBS 1.200
- 1972 Nosotros dos en el mundo y en el alma - Volver a nacer contigo^   CBS 1.227
- 1977 Risveglio - La gabbia CBS 1.588
- 1977 Dame solo un minuto - Dammi solo un minuto ^   CBS 1.599
- 1978 Buscame - Buscame  ^ °  Epic s.n.
- 1979 Estoy vivo - Eres tuya eres mia  ^ °   CBS 087
- 1981 Quien detendra la musica - Banda al viento  ^ °   CBS 126

° promozionale
^ copertina standard forata

## Altro materiale

### Brani Vedette 1966/1970
Queste canzoni sono state proposte nella varie compilation della Vedette pubblicate dal 1986 in poi.
- I cinque orsacchiotti (1966) (Facchinetti, Negrini)
- Non ti sento più (1969) (Facchinetti, Negrini)
- E poi vedo lei (1969) (Facchinetti, Negrini)
- Otto rampe di scale (1969). Firmata da Bruno Filippini per la musica e Giuseppe Cassia e Roby Castiglione per il testo.
- Vulcano spento (1969) (Facchinetti, Negrini)
- Visions (1969) (Facchinetti). Altro nome col quale viene indicato il brano Contrasto in una ristampa del 1986 della Vedette

### Versioni multiple e segnalazioni analoghe
Alcune canzoni in italiano sono state prodotte in due o tre differenti versioni di studio, o diversi titoli. Oltre alle versioni riarrangiate nell'album Opera seconda, si ricordano i seguenti casi:
- L'uomo di ieri (retro di Vieni fuori, 1966) e Sono l'uomo di ieri (dall'LP Per quelli come noi, 1966), sono la stessa canzone con un titolo diverso.
- La versione del 45 di Vieni fuori è differente da quella successivamente pubblicata sull'LP Per quelli come noi
- Cose di questo mondo (retro di Nel buio, 1967) e Il buio mi fa paura (dall'LP Contrasto, 1968), differiscono solo per l'introduzione di batteria, ma sono la stessa canzone con un titolo diverso.
- Per quelli come noi e Nessuno potrà ridere di lei pubblicate nel 2006 nella ristampa in vinile dell'LP Per quelli come noi (Vedette VRM 36033) sono diverse dalle versioni originali.
- Il cane d'oro (dall’LP Contrasto) e Buonanotte Penny (singolo del 1968), hanno la stessa musica ma un testo differente.
- Le versioni su singolo de Il tempio dell'amore e di E dopo questa notte hanno un arrangiamento differente rispetto alle versioni contenute in Contrasto.
- Mr. Jack (dall’LP Contrasto) e Waterloo '70 (dall’LP Memorie, 1969), hanno la stessa musica ma un testo differente.
- La leggenda della luna (dall’LP Contrasto) e La fata della luna (dall’LP Memorie), sono la stessa canzone con differente arrangiamento.
- Contrasto (dall'album omonimo) e Vision (inedito, 1969), sono lo stesso pezzo, "embrione" della successiva Parsifal.
- Le registrazioni di Pensiero e Tanta voglia di lei incluse raccolta I Pooh 1971-1974 differiscono da quelle pubblicate precedentemente.
- Solo nel mondo nell'album Memorie risulta diversa da tutte le versioni pubblicate successivamente.
- Alessandra (dall'album omonimo del 1972): nel 1976 è stata inclusa nella raccolta Supercomplessi (CGD RB 1) in una versione provinata, cantata a strofe alternate da Roby Facchinetti e Riccardo Fogli e priva di orchestra sinfonica.
- È bello riaverti (1975) è stata proposta nel singolo di Ninna nanna in una versione differente, per durata e qualità dell'arrangiamento, da quella successivamente inserita nella raccolta I Pooh 1975-1978.
- Innamorati sempre, innamorati mai (1996) è proposta in una versione a cappella, poi ripresa dal vivo, all'interno della traccia multimediale presente nell'album Amici per sempre in versione CD.

### Collaborazioni dei Pooh con altri artisti
Sono qui riportate le collaborazioni dei Pooh in quanto gruppo. I singoli componenti hanno poi scritto, suonato e duettato con numerosi altri artisti.
- 1982 - Saremo noi Cantata assieme a Gianni Togni ed inserita nell'album Bollettino dei naviganti (CGD PRD 20307)
- 1987 - Giorni cantati Brano cantato con Riccardo Fogli che rievoca i giorni passati insieme al gruppo. È stato scritto dagli autori di Fogli Maurizio Piccoli e Laurex e pubblicato sull'LP Le infinite vie del cuore (CGD PRD 20681)
- 1990 - Tu vivrai Brano scritto dai Pooh ed interpretato assieme a Enrico Ruggeri, Eros Ramazzotti, Raf e Umberto Tozzi. Incluso nell'album Uomini soli. Durante il tour di promozione dell'album, ad aprile 1990, i Pooh eseguono il brano assieme a Raf, Umberto Tozzi e Dee Dee Bridgewater. Nel 1991 i Pooh ed Enrico Ruggeri cantano il brano durante un concerto di Raf poi pubblicato in VHS. In Olanda è stato pubblicato il singolo contenente la versione cantata dai soli Pooh (Dureco 1102 267)
- 2008 - Eternità Famosa canzone degli anni sessanta conosciuta grazie all'interpretazione de i Camaleonti. Eseguita dai Pooh e da Ornella Vanoni per l'album di lei Più di me (Columbia 8869739392).
- 2008 - Piccola Katy Versione a cappella cantata dai Neri per Caso assieme ai Pooh ed inserita nel CD Angoli diversi (Ricordi 8869727073)
- 2009 - Che begli amici Versione dello storico brano di Claudio Baglioni riarrangiata e cantata in forma di dialogo assieme con lo stesso Baglioni. Il brano fa parte dell'album Q.P.G.A. (Sony Music 88697432002) caratterizzato dalla partecipazione di numerosi artisti italiani.

### Brani dei Pooh interpretati da altri artisti
- Disco Pooh Collection, singolo dei Melody Makers, 1978, CGD 10088, con medley dei pezzi dei Pooh (1971-77) riarrangiati in stile disco.
- I Bon Bon cantano Nostalgia Di Noi medley di brani dei Pooh riarrangiati (1976-81), 12" 1983, CGD – CDP 23501
- Piccola Katy, interpretata da Riccardo Fogli nell'album Il vincitore del 2004 con una sezione di parlato diversa dall'originale. Il brano successivamente viene interpretato dai Neri per Caso in stile a cappella con la partecipazione degli stessi Pooh e proposto nell'album Angoli diversi del 2008.
- In silenzio, interpretata da Riccardo Fogli nel suo album omonimo del 1976 e riarrangiata in stile sinfonico. Fogli ha proposto il brano anche nell'album del 1996 Fogli su fogli riarrangiandolo in forma acustica.
- Debes comprenderme (Tanta voglia di lei), interpretata dal gruppo peruviano Mar de copas.
- Dos Amantes (Tanta voglia di lei), proposta da un interprete messicano.
- Tanta voglia di lei, interpretata da Riccardo Fogli nell'album A metà del viaggio del 1991 e riproposta, con arrangiamento simile all'originale, nell'album Il vincitore del 2004.
- Pensiero, interpretata da Riccardo Fogli nell'album A metà del viaggio del 1991 e riproposta, con arrangiamento simile all'originale, nell'album Il vincitore del 2004.
- Alessandra, interpretata da Riccardo Fogli nell'album dal vivo Storie di tutti i giorni - live del 2002.
- Noi due nel mondo e nell'anima, reinterpretata e completamente riarrangiata prima da Mina che l'ha inserita nell'album Ridi pagliaccio del 1988 e poi dai Matia Bazar nel 2007 che l'hanno proposta nell'album di cover One1 Two2 Three3 Four4. Anche Riccardo Fogli nel suo album del 2004 Il Vincitore ha riproposto il brano, utilizzando però un arrangiamento molto simile all'originale.
- Nascerò con te, interpretata da Riccardo Fogli nell'album Compagnia del 1982 e parzialmente riarrangiata.
- Quando una lei va via, interpretata da Riccardo Fogli nell'album Fogli su fogli del 1996 e riarrangiata in versione acustica.
- Infiniti noi, reinterpretata in chiave dance da Gigi D'Agostino nell'album Cammino Di Gigi D'Agostino del 2007.
- Pierre, interpretata da Riccardo Fogli nei suoi album Fogli su Fogli del 1996 e Il vincitore del 2004. Mentre nel 1996 l'arrangiamento differisce parecchio dall'originale, la versione del 2004 è pressoché uguale al brano proposto dai Pooh. Anche Milva, nel 1993, interpreta il brano inserendolo nell'album Uomini addosso. La cantante ne ha anche inciso una versione in tedesco per il mercato straniero. Pierre è stato interpretato e completamente riarrangiato anche da Antonella Ruggiero nel proprio box Quando facevo la cantante del 2018 (volume La canzone d'autore).
- Linda, interpretata in spagnolo da Miguel Bosé nel 1977.
- Dame solo un minuto, proposta con arrangiamento rock dal complesso venezuelano dei Tempano.
- Un attimo ancora (Dammi solo un minuto), brano rap che utilizza parti del brano Pooh, proposto dai Gemelli Diversi nel 1998.
- Notte a sorpresa, interpretata da Marisa Laurito all'interno di un medley di cover dei Pooh proposto nella trasmissione televisiva Fantastico. Il brano è anche stato oggetto della interpretazione dance Respirerò interpretata nel 2005 dalle Gemelle Ferrini.
- Angel of the Night (Uomini soli), interpretata da Dee Dee Bridgewater durante il Festival di Sanremo 1990. Arrangiamento e testo differiscono totalmente dalla versione italiana. Uomini soli inoltre è stato interpretato da Wilma De Angelis nell'album Innamorarsi con Wilma del 1994. Il testo differisce in alcune piccoli dettagli dell'originale Pooh. Maggiori le differenze nell'arrangiamento.
- Music that lives (Chi fermerà la musica), cover dance interpretata da Maria Argentino nel 2002 utilizzando il coro tratto dalla base originale dei Pooh.

### Brani di altri artisti interpretati dai Pooh
In televisione i Pooh hanno eseguito diverse cover di brani famosi.
- Non ho l'età (per amarti) di Gigliola Cinquetti,  versione completamente reinventata, RAI, Partita doppia del 1993.
- Il 4 marzo 1995 durante il programma Papaveri e papere: Papaveri e papere; medley composto da Cosa resterà degli anni ottanta di Raf, La musica è finita di Umberto Bindi, Canzone per te di Sergio Endrigo, Piazza Grande di Lucio Dalla e Adesso tu di Eros Ramazzotti; In amore di Gianni Morandi, Perdere l'amore di Massimo Ranieri; Uomini soli assieme a Massimo Ranieri, Loretta Goggi, Ivana Spagna, Barbara Cola e Mia Martini;  esecuzione corale degli artisti del brano Un'avventura di Lucio Battisti. Secondo fonti RAI, si tratterebbe dell’ultima apparizione televisiva dal vivo di Mia Martini.[1]
- Get Back dei Beatles interpretata con Claudio Baglioni nella trasmissione di Fabio Fazio L'ultimo valzer del 1999.
- Bucatini Disco Dance, cantata con Paolo Bonolis e Luca Laurenti, RAI, Italiani, 2001.
- Il cielo in una stanza di Mina, interpretato da Roby Facchinetti in una trasmissione televisiva prima e alla trasmissione radiofonica Viva Radio Due di Fiorello il 18 novembre 2005.
- Il Canto degli Italiani, interpretato sia sulla musica originale sia sulle note di Sapore di sale durante la trasmissione radiofonica RAI Viva Radio 2 del 18 novembre 2005. In occasione del 150º anniversario dell'Unità d'Italia, il 17 marzo 2011, è stato riproposto con un arrangiamento più corale durante due concerti del tour teatrale.[2]
- E non c'è mai una fine dei Modà, RAI 1 "Pooh Amici per sempre", 11 marzo 2016. Durante la stessa trasmissione: Io di te non ho paura eseguita in duetto con Emma Marrone e Storie di tutti i giorni con Riccardo Fogli Si segnala inoltre Noi due nel mondo e nell'anima dei Pooh, in duetto con Patty Pravo[3]

### Duetti e inediti televisivi
Vi sono alcuni brani proposti dai Pooh durante trasmissioni televisive e mai incisi. Tra questi, si propongono:
- La luce delle stelle, RAI 1993 (musica inedita cantata con le strofe proposte telefonicamente dal pubblico).
- Chi fermerà la musica, cantata assieme a Claudio Baglioni, RAI, L'ultimo Valzer, 1999.
- La donna del mio amico e Uomini soli, cantate con Gianni Morandi, RAI, Uno di noi del 2002; sempre nello stesso programma, medley composto da Piccola Katy, Tanta voglia di lei e Chi fermerà la musica, cantato con Lorella Cuccarini e Gianni Morandi.

## Dischi pubblicati sotto altro pseudonimo
- 1967 – Ero l'attendente del Kaiser/Blues for Two (pubblicato come The Jet Set)[4][5]